# Muzeul de la cel mai de jos loc de pe Pământ
Muzeul de la cel mai de jos loc de pe Pământ (în arabă: متحف أخفض كان على الأرض) este un muzeu situat la sud-est de Marea Moartă, lângă Ghor es-Safi, Iordania, la aproximativ 360 m sub nivelul mării, într-o clădire modernă, în formă de cochilie de melc. Muzeul este dedicat expunerii diferitelor artefacte istorice și vestigii arheologice.

## Istorie
Muzeul a fost inițial finanțat de Compania Arabă de Potasă din 1999. Compania arabă de potasă i-a cerut lui George Hakim să proiecteze clădirea muzeului. În 2004, guvernul Iordaniei a finanțat construcția. În 2006, clădirea muzeului a fost finalizată. În 2007, Ministerul Turismului și Antichităților din Iordania a contactat Societatea Elenă pentru Studii din Orientul Apropiat pentru a finaliza proiectarea unora dintre exponatele muzeului. Muzeul a fost inaugurat în 2012..

## Colecții
Muzeul conține colecții de ceramică din epoca bronzului, mozaicuri mănăstirești bizantine și veșminte greco-romane. Muzeul conține, de asemenea, exponate de obiecte sau artefacte moderne, precum și vestigii arheologice. Muzeul conține un laborator pentru restaurarea antichităților, antichitățile care vor fi restaurate în principal sunt mozaicuri antice. The museum contains exhibits of handicrafts that come from communities in Jordan.

## Galerie

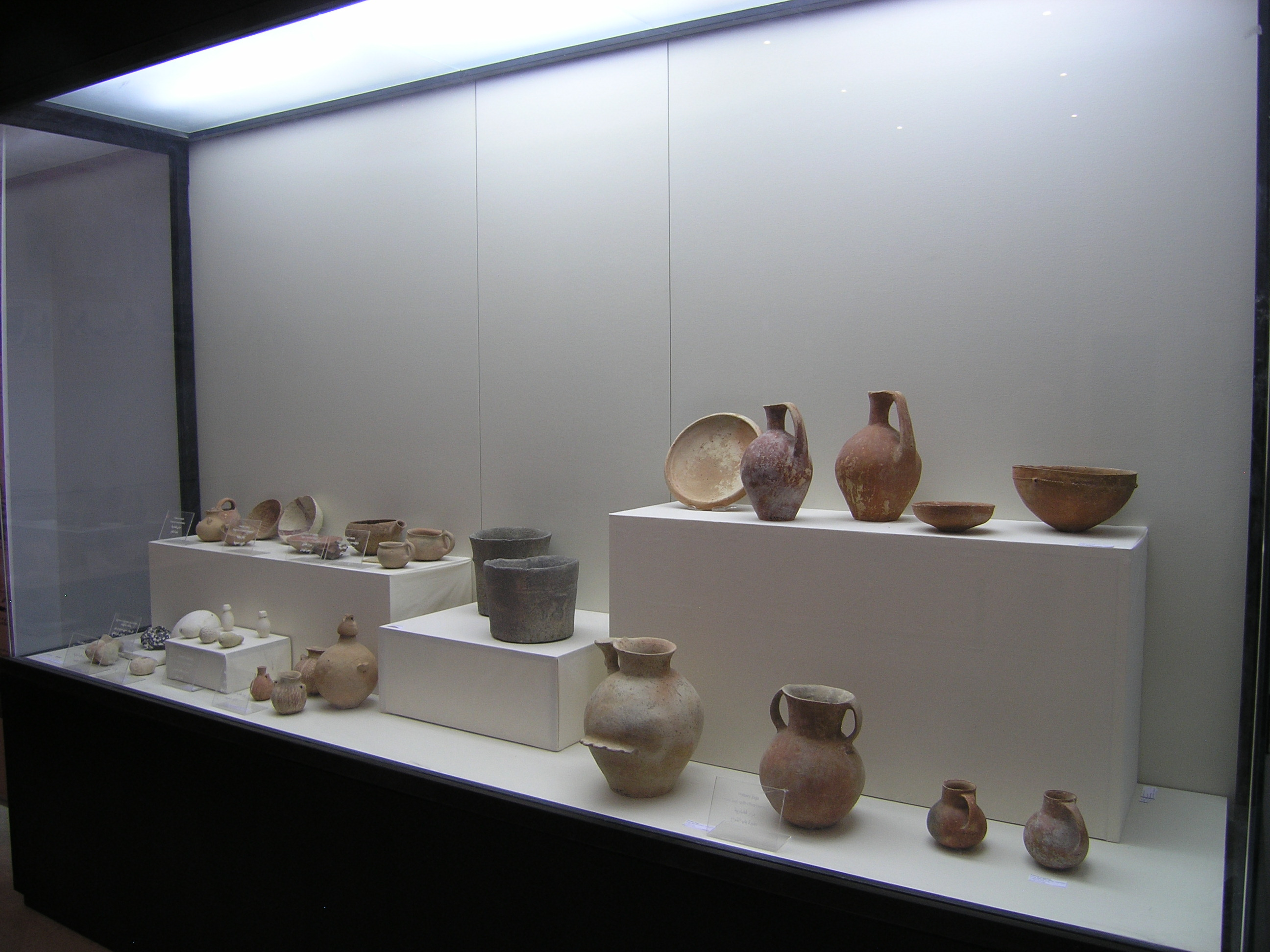
Ceramică antică
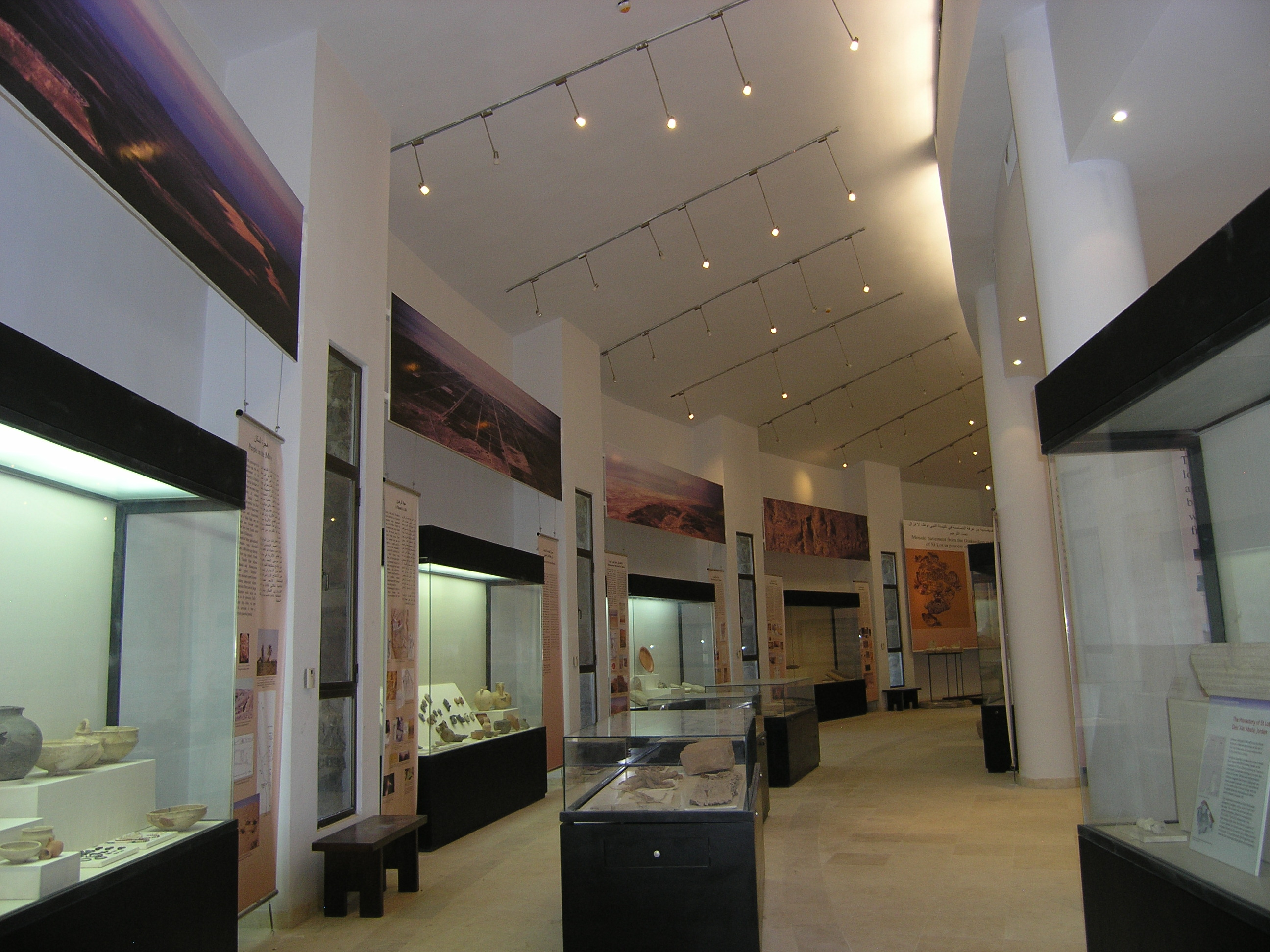
Unul dintre exponatele muzeului
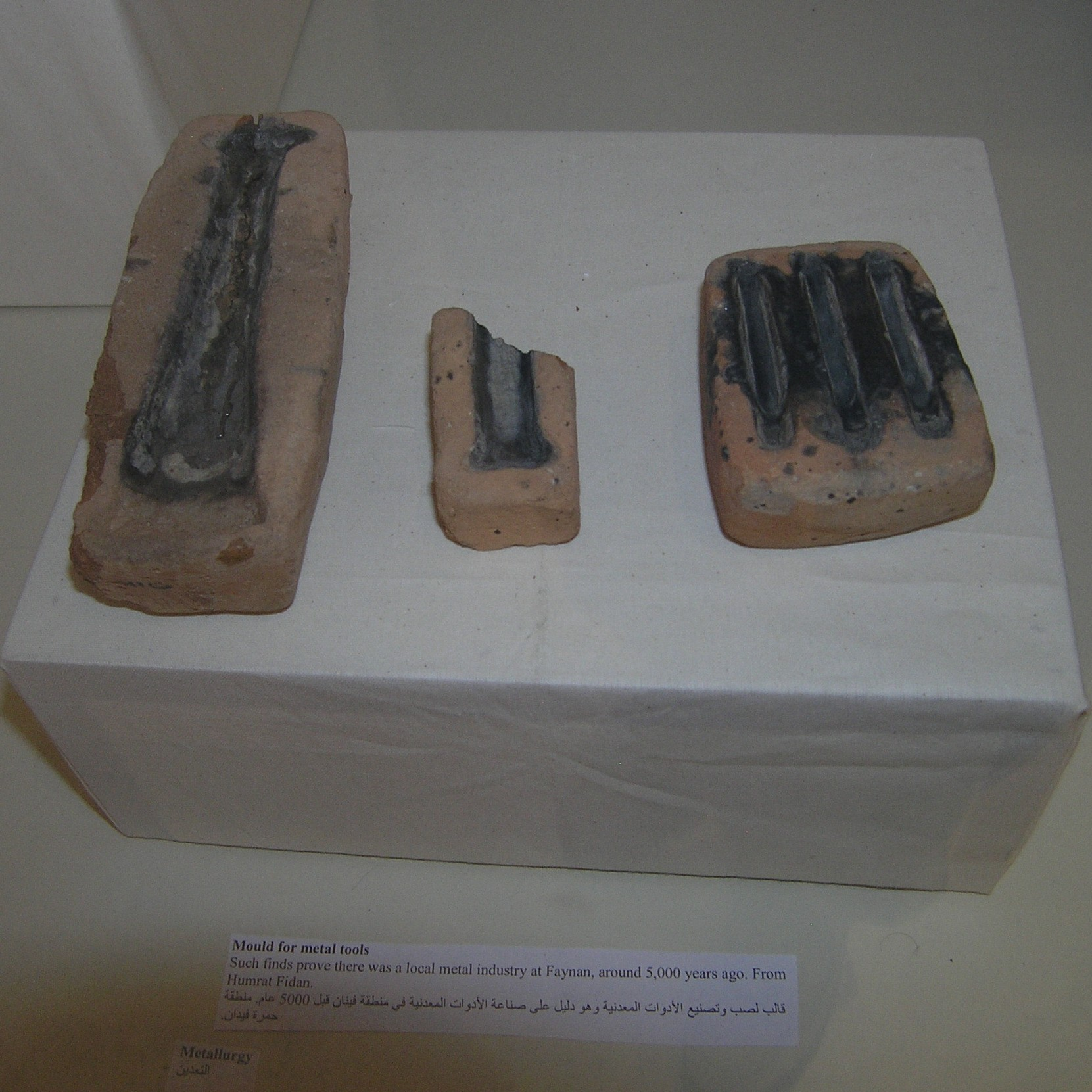
Matriță pentru unelte metalice